# Ненадкевіт
Ненадкеві́т (рос. ненадкевит; англ. nenadkevite; нім. Nenadkevit m) — мінерал, 1) водний ураносилікат магнію, кальцію, свинцю або заліза; 2) різновид коффініту.

## Опис
1. Мінерал, водний ураносилікат магнію, кальцію, свинцю та заліза острівної будови. Хімічна формула: (Mg, Ca, Pb, Fe+3)[UO2|(OH)|SiO4]•nH2O. Склад у % (з залізоуранового родовища): MgO — 3,2; CaO — 7,2; PbO — 11,7; UO3 — 55,0; SiO2 — 11,97; H2O — 9,86. Домішки: (Ce, Y)2O3 (1,10); ThO2 (0,01). Сингонія тетрагональна. Рентгеноаморфний. Утворює таблитчасті й видовжені призматичні кристали. Густина 3,58-4,81.Твердість 4,0-4,69. Колір чорний, бурувато-помаранчевий, жовтий. Блиск скляний, іноді жирний. Прозорий до напівпрозорого. Злам раковистий. Дуже крихкий. Знайдений у метасоматичних залізо-уранових родов. разом з бранеритом, малаконом (метаміктний циркон, який містить торій), апатитом, уранінітом. Рідкісний. названий на честь радянського мінералога К. А. Ненадкевича (В. А. Полікарпова, 1955).
2. Мінерал, різновид коффініту. Хімічна формула: U[SiO4]. Утворює ідіоморфні дрібні кристали.